# 牛ヘモフィルス・ソムナス感染症
牛ヘモフィルス・ソムナス感染症(英: Haemophilus somnus infection in cattle)とはHaemophilus somnus感染を原因とするウシの感染症。Haemophilus somnusはグラム陰性非運動性の桿菌であり通常のヘモフィルス属(en:Haemophilus)菌と異なりV因子およびX因子非要求性である。症状は発熱、元気消失、食欲不振を示し、進行すると四肢麻痺、起立不能、昏睡状態となり死亡する。Haemophilus somnusは肺炎の起因菌にもなり得る。脳脊髄表面および実質に出血、壊死巣が認められ、脳脊髄液は混濁増量する。ウシあるいはヒツジ血液寒天培地に感染動物の脳脊髄液、血液、脳、肺やその他の実質臓器を材料として接種し、10%炭酸ガス存在下で2-3日培養すると直径1-2mmの淡黄色、正円形の光沢のあるコロニーを形成する。治療にはペニシリンG、アンピシリン、テトラサイクリンなどが有効であるが、脳脊髄炎を発症していると治癒率は低いため、初期における治療が重要。